# Rhynchocryptus violaceipennis
Rhynchocryptus violaceipennis är en stekelart som beskrevs av Cameron 1905. Rhynchocryptus violaceipennis ingår i släktet Rhynchocryptus och familjen brokparasitsteklar. Inga underarter finns listade i Catalogue of Life.